# Józef Boguszewski
Józef Boguszewski ps. Janusz, Lew (ur. 2 grudnia 1916 roku w Cetlinie, gmina Gozdowo, powiat Płock, zm. 1 grudnia 1951 roku) – dowódca oddziału Ruchu Oporu Armii Krajowej i Narodowego Zjednoczenia Wojskowego operującego w powiatach: Lipno, Mława, Płock, Płońsk, Rypin, Sierpc i Włocławek.

## Życiorys
W kampanii wrześniowej w stopniu kaprala walczył w Nowogródzkiej Brygadzie Kawalerii, ciężko ranny w bitwie pod Lwowem. Był żołnierzem Polskiego Związku Powstańczego, od 1942 roku był komendantem placówki Armii Krajowej w Lelice. Żołnierz w oddziale Kedywu Stefana Bronarskiego. Od czerwca 1945 roku do czerwca 1950 należał do ROAK i NZW.
Ujęty 11 czerwca 1950, skazany przez Wojewódzki Sąd Rejonowy w Warszawie na karę śmierci, Bolesław Bierut nie skorzystał z prawa łaski.
Stracony w więzieniu mokotowskim.